# Montenol

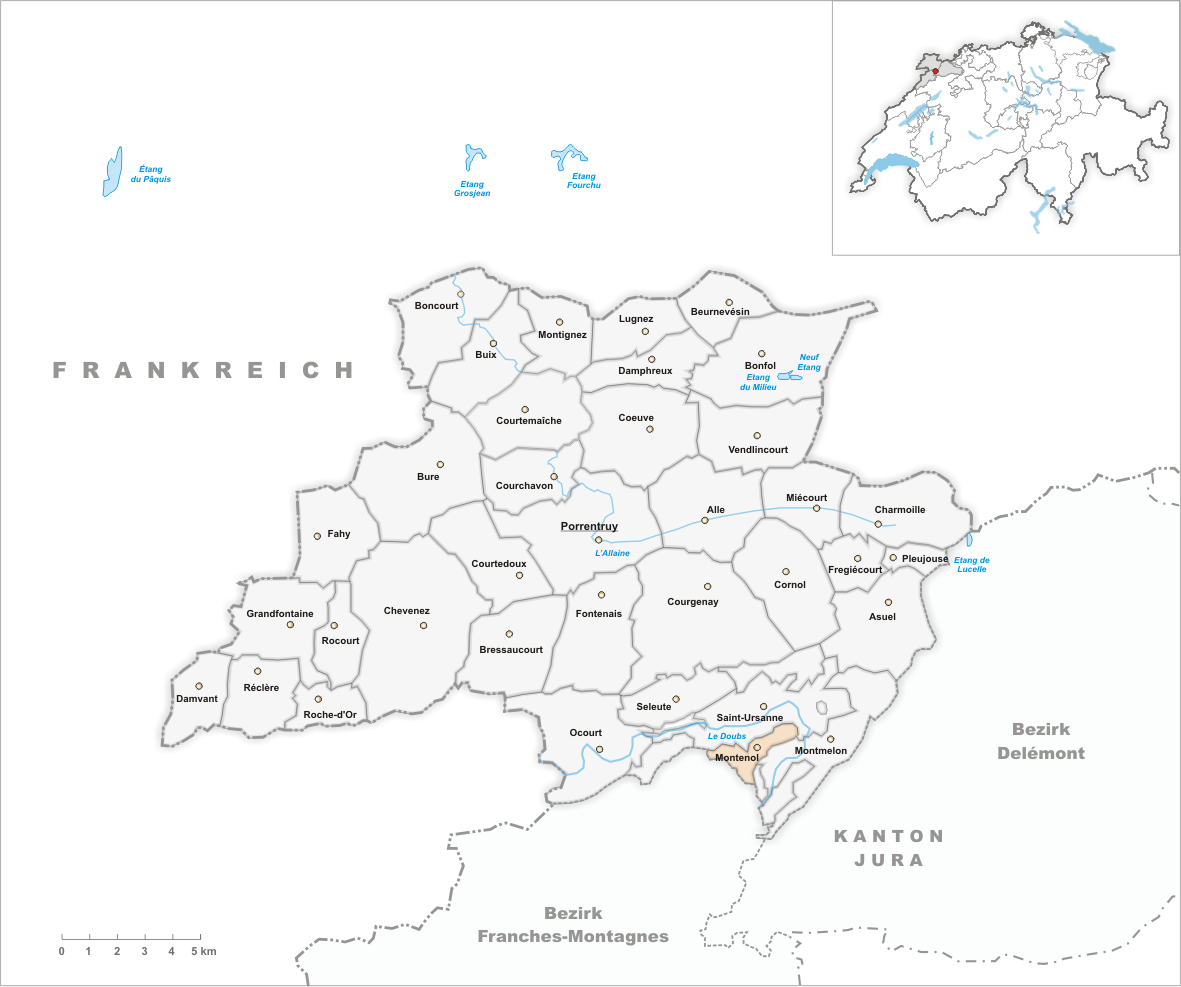
Gemeindestand vor der Fusion am 1. Januar 2009

Montenol (frz. [mõtnɔl], im einheimischen Dialekt [(ɛ) mɶ̃tˈno]) ist ein Dorf und eine ehemalige politische Gemeinde im Distrikt Porrentruy des Schweizer Kantons Jura.

## Geographie
Montenol liegt auf 692 m ü. M., neun Kilometer südöstlich des Bezirkshauptorts Porrentruy (Luftlinie). Das Bauerndorf erstreckte sich auf der Höhe eines Jurakamms, der auf drei Seiten vom tief eingeschnittenen Doubs umflossen wird, direkt oberhalb von Saint-Ursanne.
Die Fläche des nur gerade 2,2 km² grossen ehemaligen Gemeindegebiets umfasst einen Abschnitt der Antiklinale des Clos du Doubs mit der Höhe von Montenol und dem teils felsigen, waldbedeckten Chêtelat, der mit 841 m ü. M. den höchsten Punkt der ehemaligen Gemeinde bildet. Ganz im Westen erstreckt sich das Gebiet bis an den Hang der Fin du Teck. Von der Gemeindefläche entfielen 1997 3 % auf Siedlungen, 33 % auf Wald und Gehölze und 64 % auf Landwirtschaft.
Zu Montenol gehörten mehrere Einzelhöfe. Nachbargemeinden von Montenol waren Saint-Ursanne, Montmelon und Epauvillers.

## Bevölkerung
Mit 86 Einwohnern (Ende 2007) gehörte Montenol zu den kleinsten Gemeinden des Kantons Jura. Von den Bewohnern sind 98,8 % französischsprachig, 1,2 % spanischsprachig (Stand 2000). Die Bevölkerungszahl von Montenol belief sich 1860 auf 103 Einwohner, 1900 auf 59 Einwohner. Im Verlauf des 20. Jahrhunderts pendelte die Einwohnerzahl stets im Bereich zwischen 50 und 80 Personen.

## Wirtschaft
Montenol ist ein durch die Landwirtschaft geprägtes Dorf, wobei die Viehzucht und die Milchwirtschaft überwiegen. Der Ort bietet keine Arbeitsplätze ausserhalb des primären Sektors. Die wenigen Erwerbstätigen, die nicht in der Landwirtschaft tätig sind, arbeiten hauptsächlich im Talort Saint-Ursanne. 

## Verkehr
Montenol liegt etwas abseits der Kantonsstrasse von Saint-Ursanne nach Soubey. Auf dieser Strecke verkehrt ein Postautokurs, der das Dorf an den öffentlichen Verkehr anbindet.

## Geschichte

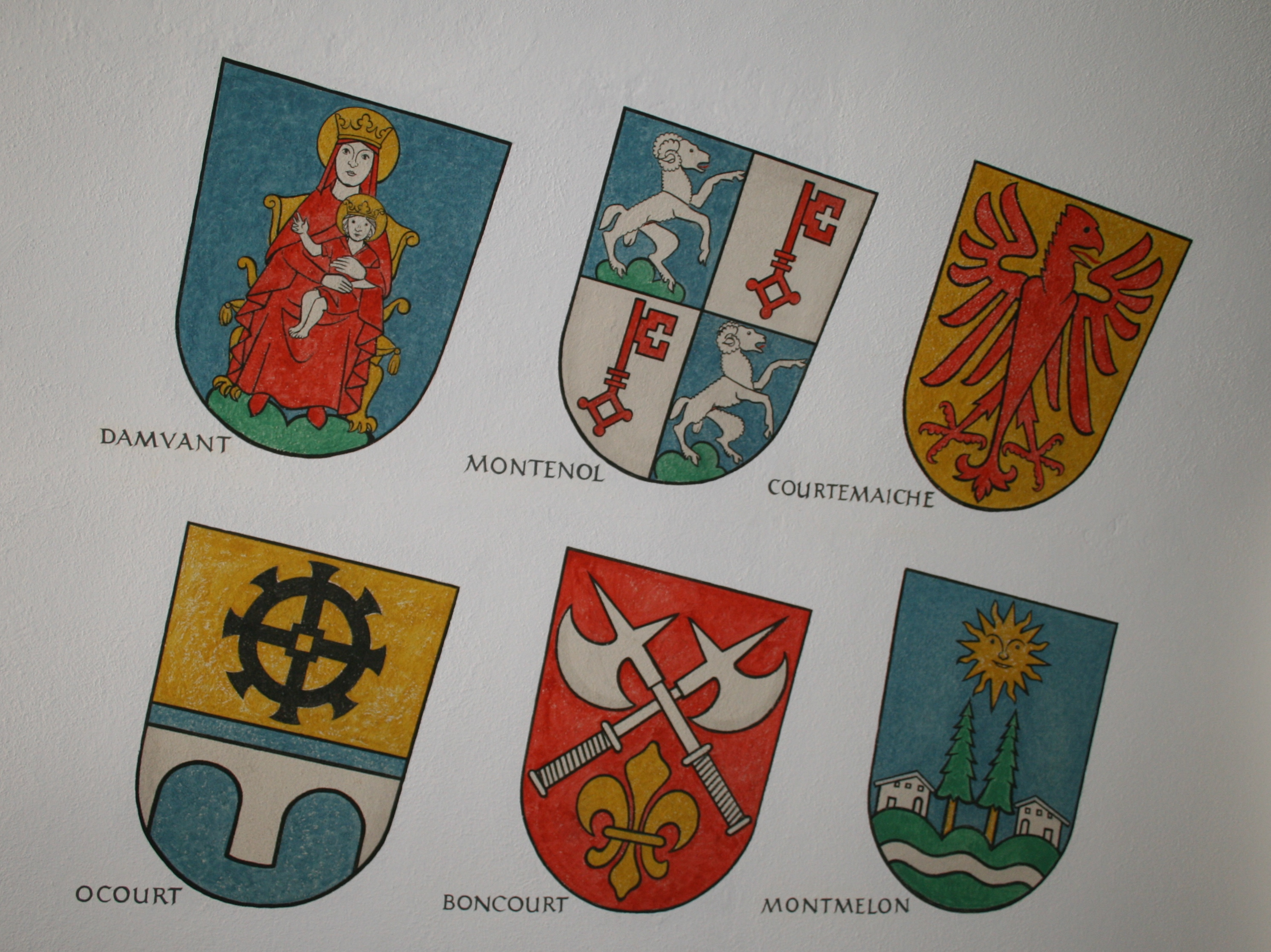
Wappen von Montenol und 5 weiteren Gemeinden des Bezirks Pruntrut

Seine erste Erwähnung findet das Dorf 1173 als Montenot. Der Ortsname ist zusammengesetzt aus mont ‹Berg› und einem germanischen Personennamen, möglicherweise Hunwald/Hunold/Hanolt. Montenol unterstand der Propstei von Saint-Ursanne. Von 1793 bis 1815 gehörte Montenol zu Frankreich und war anfangs Teil des Département du Mont-Terrible, ab 1800 mit dem Département Haut-Rhin verbunden. Durch den Entscheid des Wiener Kongresses kam der Ort 1815 an den Kanton Bern. 1865 fielen zahlreiche Häuser einem Dorfbrand zum Opfer. Am 1. Januar 1979 gelangte die Gemeinde zum neu gegründeten Kanton Jura; zum 1. Januar 2009 wurde sie mit Epauvillers, Epiquerez, Montmelon, Ocourt, Saint-Ursanne und Seleute zur neuen Gemeinde Clos du Doubs vereinigt.

## Sehenswürdigkeiten
Auf beiden Seiten der einzigen Dorfstrasse stehen traditionelle Bauernhäuser aus dem 19. Jahrhundert. Die Kapelle Notre-Dame-de-Lourdes wurde zu Beginn des 19. Jahrhunderts erbaut und später mehrmals renoviert.

## Bilder

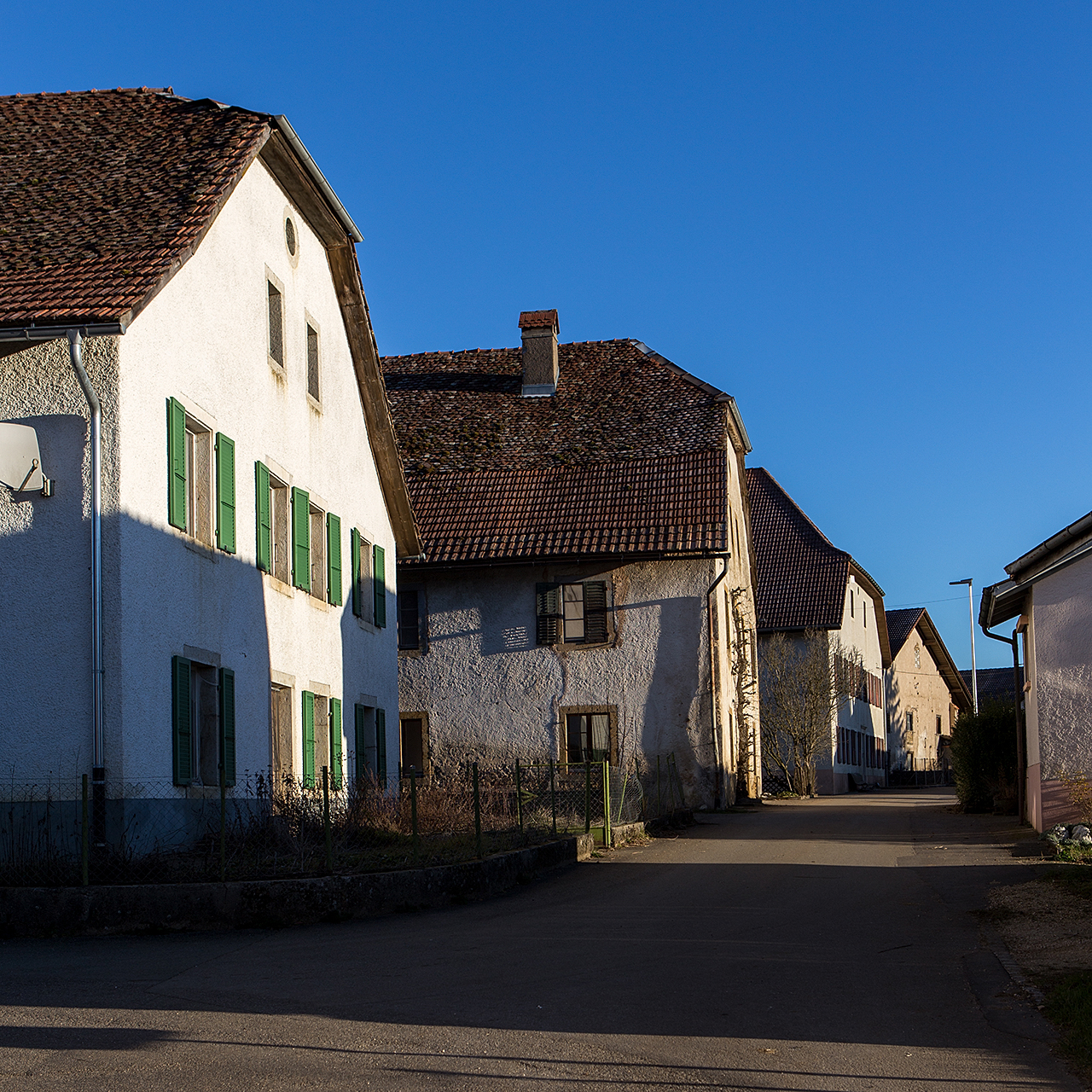
Bauernhäuser
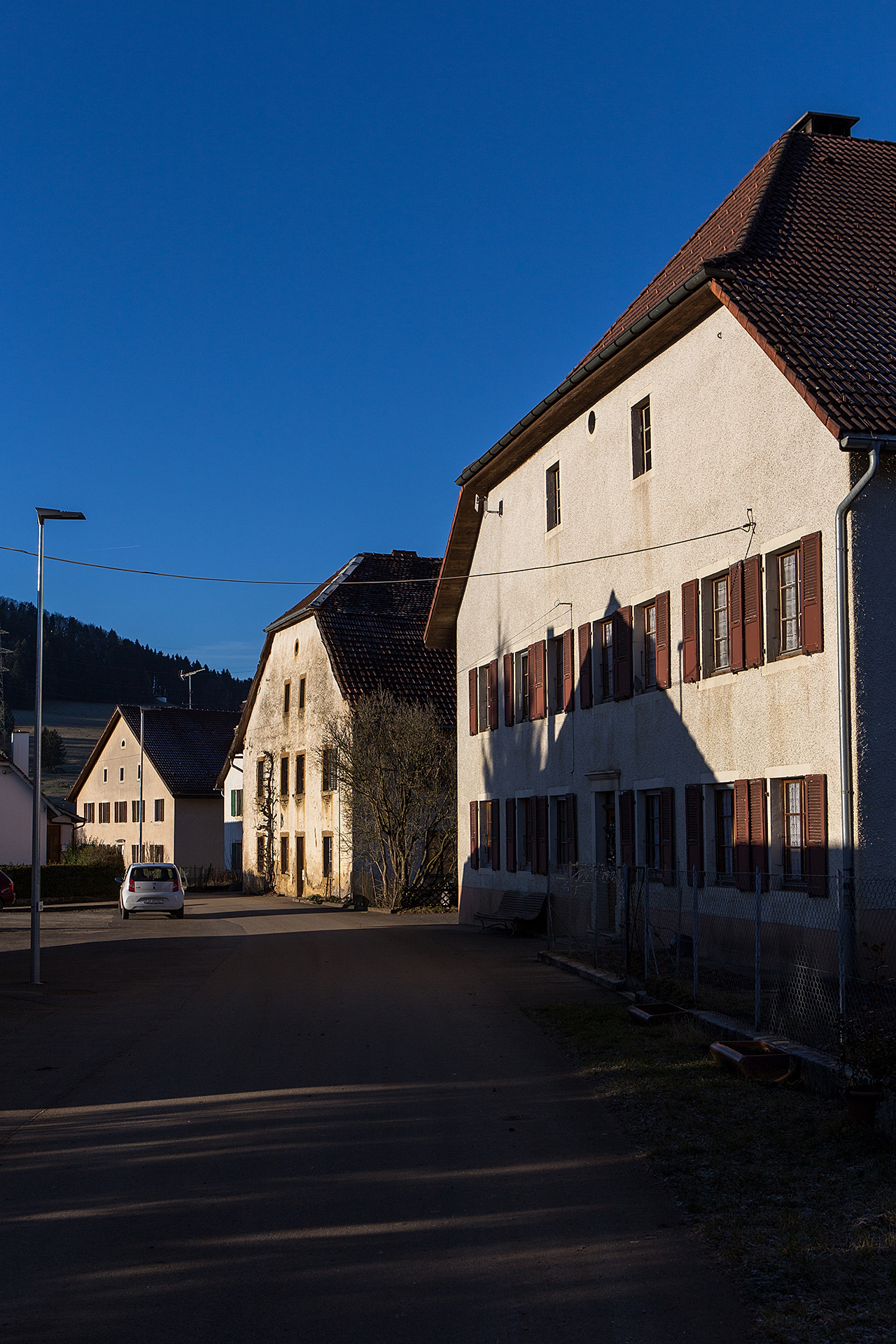
Bauernhäuser
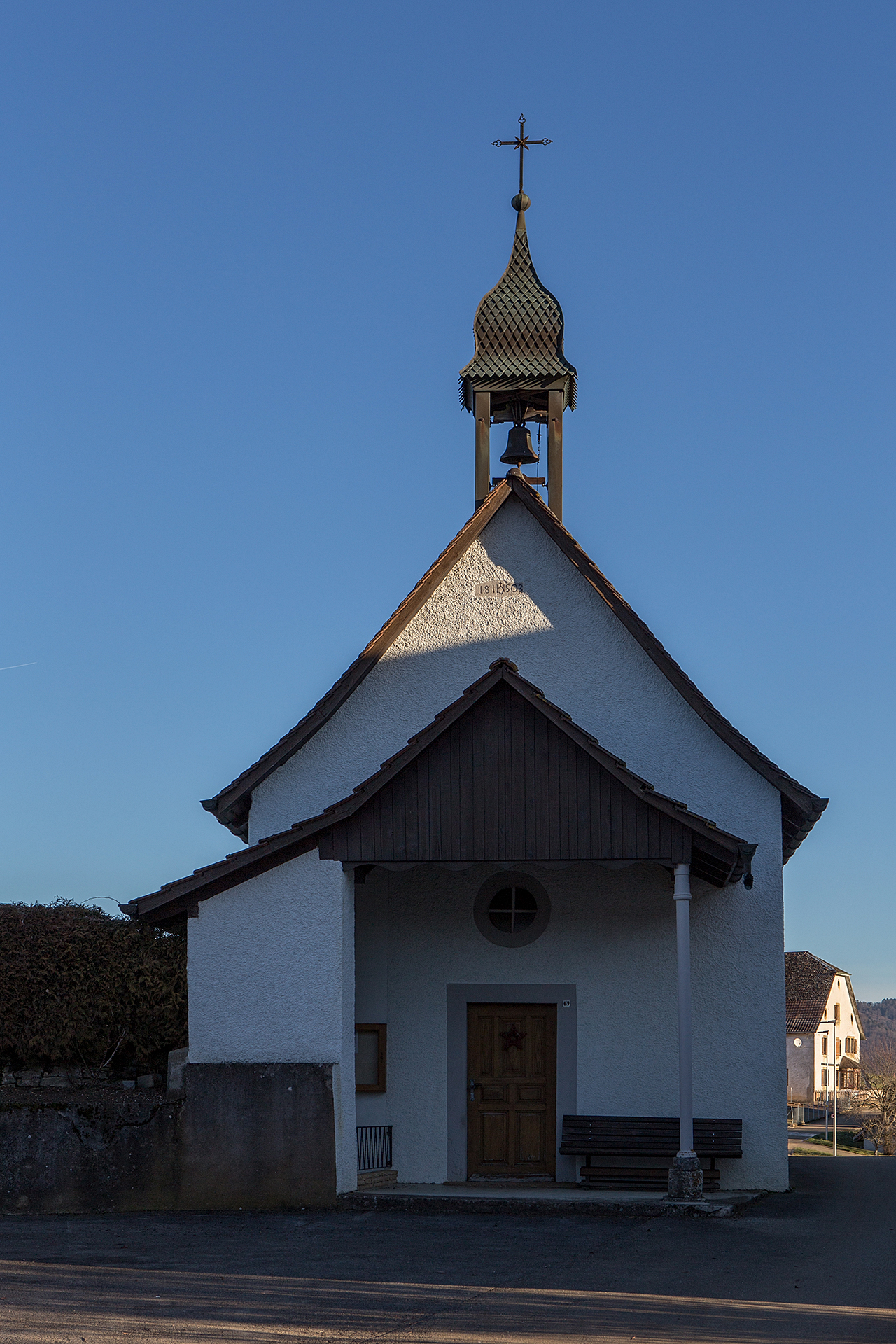
Kapelle
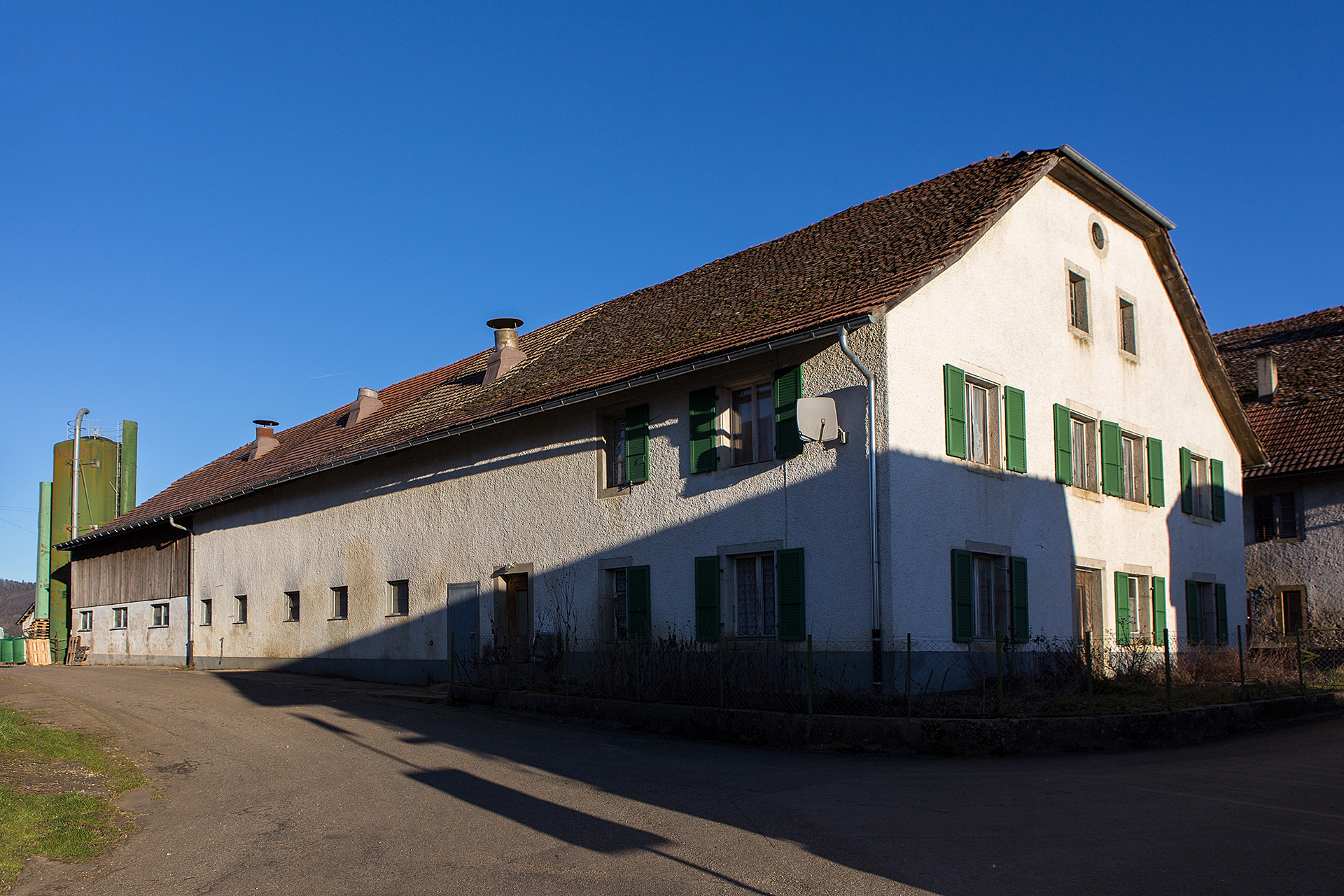
Bauernhof
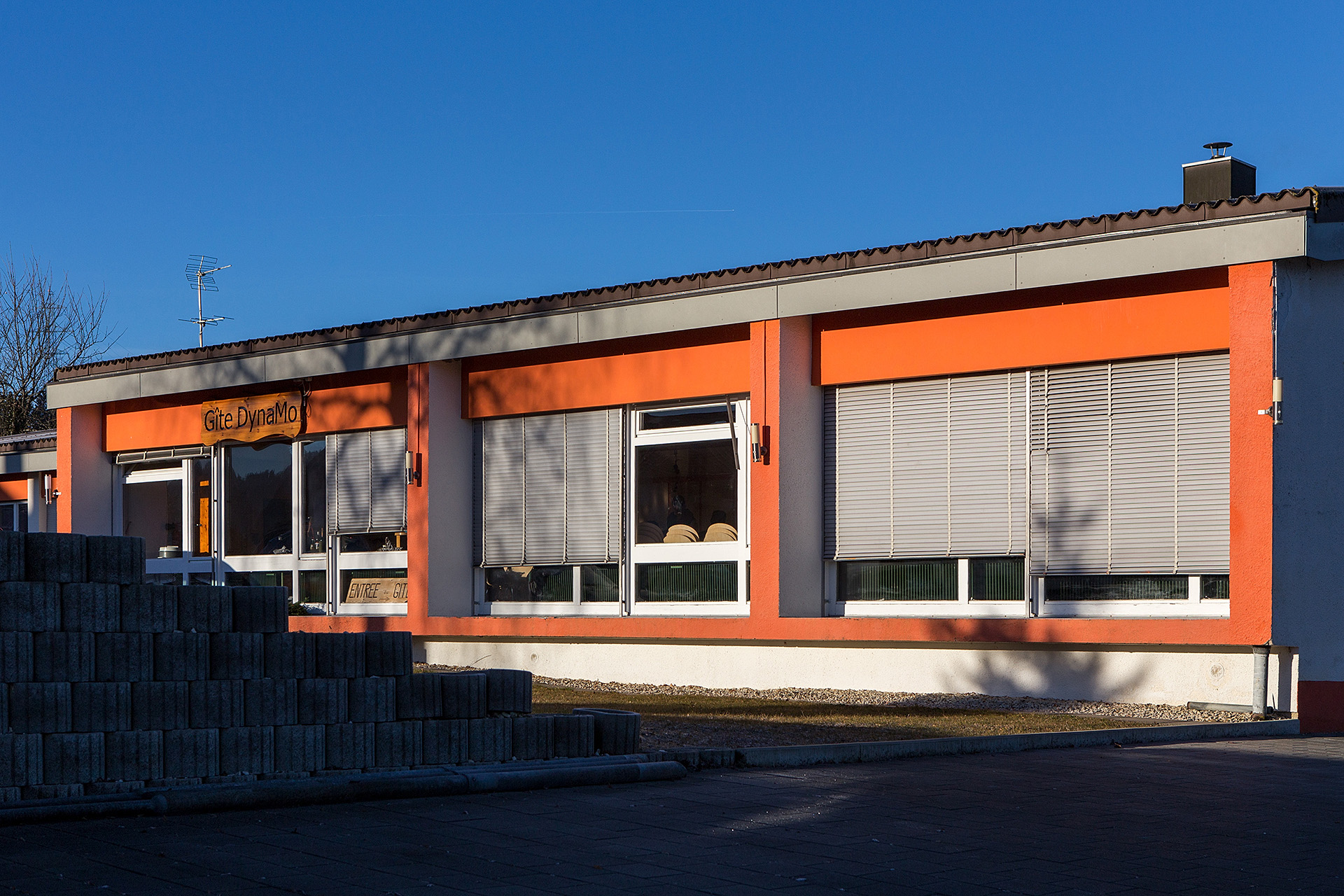
Ehemaliges Schulhaus